# Viernling
Viernling war ein rheinisches Volumenmaß für Getreide. 
- 1 Viernling = 157 6/11 Pariser Kubikzoll = 3 ⅛ Liter
- 4 Viernling = 1 Simmer
- 8 Viernling = 1 Viernsel = 1260,3 Pariser Kubikzoll = 25 Liter

Das hier erwähnte Viernsel hatte nur in der Rheinprovinz 25 Liter, sonst 27 8/25 Liter in Wiesbaden, 27 4/5 Liter in Baden und im Großherzogtum Hessen (nur hier war das Maß gleich 1 Simmer), 27 ⅓ Liter.
- 32 Viernling = 1 Hektoliter